# The Prodigy
The Prodigy este o formație engleză de muzică dance electronică, fondată în anul 1990 de către Liam Howlett. Componența actuală a formației constă din Liam Howlett (clapist și compozitor), Keith Flint (dansator și vocalist), Leo Crabtree (baterist), Rob Holliday (chitarist) și Maxim (MC și vocalist). Leeroy Thornhill (dansator și ocazional clapist live) a fost membru al formației între 1990 și 2000 astăzi DJ, precum a făcut și un alt membru, dansatoarea și vocalista Sharky care a părăsit grupul în perioada timpurie.
Alăturie de the Chemical Brothers, Fatboy Slim și alte formații, The Prodigy este creditată a fi pionier al genului big beat, care a avut o popularitate mainstream în anii 1990 și 2000. Până în 2011 formația a vândut peste 25 de milioane de albume în lumea întreagă. Pe durata existenței sale grupul a câștigat numeroase premii muzicale, printre care două premii Brit—dublu câștigătoare a premiului ”cea mai bună formație dance britanică”, trei premii MTV Video Music Awards, dou premii Kerrang!, cinci premii MTV Europe Music Awards, și două nominalizări la premiile Grammy.
Brandul muzical al formației face uz de diverse stiluri, de la rave, hardcore techno, industrial și breakbeat la începutul anilor 1990 - până la big beat și rock electronic cu elemente de punk vocal în ultima perioadă. The Prodigy a evoluat inițial în scena rave underground la începutul anilor 1990, iar de atunci a obținut o popularitate globală și un renume mondial.
În martie 2019, Keith Flint a murit, luându-și viata din cauza despărțirii de fosta lui soție cu care și-a petrecut viața aproximativ 13 ani.

## Istoric
Formată în Essex, Anglia The Prodigy s-a născut inițial cu 10 piese demo de Howlett realizate pe un Roland W-30. XL Recordings a ascultat piesele și single-ul de debut "What Evil Lurks" a fost lansat la începutul anilor 1991. Genul electronica/breakbeat/drum and bass s-a născut odată cu ei.
Primul lor concert a fost la "Four Aces" în Hackney, Londra. Charly, lansat 6 luni mai târziu, a fost un mare hit în Anglia apreciat de foarte mulți. După "Charly" a urmat primul lor album The Prodigy Experience cunoscut până departe ca unul dintre cele mai bune exemple ale genului rave/breakbeat.
The Prodigy s-a depărtat ușor de scenele rave cu Music for the Jilted Generation (1994) care conținea single-uri ca Voodoo People sau No Good (Start The Dance). Nominalizat la "Mercury Music Prize" albumul a capturat furia și agravarea printre fanii rave englezi, interpretarea lor de atunci schimbând cultura rave și chiar muzica rave în sine. Albumul era înclinat mai mult spre electronic breakbeat-based. Originalitatea lor a fost o 
sclipire a ceea ce putea fi posibil în acel gen.
Succesul internațional "Music for the Jilted Generation" și turneele de după granița Angliei au însemnat un viitor viabil. Trupa a sporit activitatea live cu chitaristul Jim Davies în 1995 pentru melodii gen Their Law, Break and enter, sau Poison și diferite versiuni live. Lansarea în 1996 al single-ului Firestarter, pentru prima dată împreună cu Keith Flint (vocal), a ajutat trupa să intre în SUA și-n alte magazine de după ocean, în Anglia fiind pe primul loc. În acest an The Prodigy au deschis însemnatul festival Lollapalooza. Au avut turnee în toată lumea, inclusiv Beirut și Moscova.
Al treilea album The Fat of the Land, a fost lansat în 1997. La fel ca cele anterioare albumul a însemnat o nouă bornă în evoluția trupei. Având melodii simple și versuri sarcastice punk-like, albumul totuși a păstrat semnătura trupei. Poziționati perfect între lumea "underground" și cea "evidenta", albumul le-a asigurat poziția de cea mai reușită trupă din genul hard dance, intrând pe primul loc în topurile engleze și americane. Cel mai bine vândut single Breathe,(1997) a fost luat din acest album.
Anul 1999 a văzut lansarea lui Dirtchamber Sessions Vol. 1. Acest album nu semăna cu restul, fiind un DJ mix album de către Howlett, produs live la British Radio 1.
În 2002, după o pauză însemnată de la turnee și înregistrări, single-ul "Baby's Got a Temper" a fost ușor dezamăgitor. Melodia a fost scrisă de Keith Flint și cântată cu Jim Davies. Single-ul a fost produs de Liam Howlett în același an, însa "Q Magazine" a numit trupa ca: 50 Bands To See Before You Die (50 de trupe de ascultat înainte de-a muri).
Ultimul album al trupei Always Outnumbered, Never Outgunned a fost lansat pe 23 august 2004 (14 septembrie 2004 în SUA). Keith Flint și Maxim nu au asistat la acest album. În schimb albumul a avut oaspeți ca Liam Gallagher de la Oasis, Kool Keith, Twista, și actrița Juliette Lewis. Flint și Maxim totuși au revenit într-un turneu internațional pentru a susține albumul. A urmat un single experimental "Memphis Bells", urmat de tradiționala apariție, single-ul "Girls"
"Memphis Bells" a fost vândut în 5000 de exemplare pe internet. 5 Mixuri au fost vândute în 3 formaturi WAV, 2 mixuri audio în format Mp3, și un 5.1 DTS Multichannel audio mix. Experimentul a fost un succes, 5000 de copii fiind vândute în mai puțin de 36 de ore în ciuda problemelor de server.
Un an mai târziu "Their Law: Singles" strânge toate hiturile mari.
The Prodigy sunt o trupă greu de clasificat, pentru că au evoluat în mod semnificativ cu timpul. Fiecare album reprezintă o nouă eră în evoluția trupei. De la începutul inițial ca "tripped out hardcore rave" cu melodii consacrate ca "Your Love" și "Out of space", până la dance "No Good", ușor spre rock "Their Law" și melodii punk-like ca "Fuel my Fire". The Prodigy continuă să aducă inovații și să surprindă, plus că numai doreau să fie înfricoșători ca în anii 90 probabil pentru că nu asta era politica trupei sau brandul de promovare și nu neaparat numai de asta, ci și pentru faptul că trupa s-a maturizat foarte mult de la an la an ca și alte trupe și ei au evoluat.
În 2014, fondatorul trupei The Prodigy Liam Howlett, a anunțat pentru fani un mesaj surprinzător și totodată satisfăcător, că trupa va scoate un nou album după aproape 4 ani de când nu au mai scos nimic pe piața muzicală, el a declarat că noul album va avea un sound un pic mai violent și pe deasupra că se simte mai larg și nu e nicidecum old-school fiindcă nu e concentrat nici pe chitară dar nici pe sintetizatoare, este de fapt o mixtură. De asemenea nu e făcut pentru radio, fiindcă e pe muchie de cuțit a declarat fondatorul trupei The Prodigy Liam Howlett, normal trupa lucra la un album încă din 2012 și că noul album s-ar fi putut numi How To Steal A Jet Fighter, însă Liam Howlett a spus că albumul nu se va numi așa ci o să dezvăluie asta la momentul potrivit fiindcă era prea devreme să anunțe cum se va numi de fapt noul album al trupei, el a compus tot iar acum evaluează fiecare piesă în parte să fie sigur că totul iese cum vrea el de fapt. The Prodigy se află momentan prin turnee, iar în ceea ce privește set-list-ul pentru concerte el a declarat că sunt o grămadă de piese noi, însă la concertele mari oamenii nu vor să audă piesele noi. În 2015, The Prodigy anunță că a revenit pe piața muzicală cu o nouă piesă dar single Nasty ca primul cântec de pe albumul The Day Is My Enemy după aceea mai târziu scot o altă piesă dar single Wild Frontier ca al treilea cântec de pe albumul The Day Is My Enemy și încă două piese noi de pe acest album Wall Of Death și The Day Is My Enemy, care a fost anunțat la 3 zile după aceea.   

## Membrii formației
| Membri actuali - Liam Howlett – clape, programare, percuție (1990–prezent) - Keith Flint – dancing, vocals (1990–2019) - Maxim Reality – MC, vocals (1990–prezent) Membri live - Leo Crabtree – baterie, percuție (2008–prezent) - Rob Holliday – chitară, bas (2005–2006, 2008–prezent) | Foști membri - Leeroy Thornhill – dancing, clape, MC (1990–2000) - Sharky – dancing, vocal (1990–1991) Foști membri live - Kieron Pepper – baterie, percuție, chitară (1997–2007) - "The Rev" – chitară (2007) - "Snell" – baterie, percuție (2007) - Brian Fairbairn – baterie, percuție (2007) - Jim Davies – chitară (1995–1996, 2002–2004) - Alli MacInnes – chitară (2001, 2002) - Gizz Butt – chitară (1996–1999) |

## Discografie
Albume de studio
- Experience (1992)
- Music for the Jilted Generation (1994)
- The Fat of the Land (1997)
- Always Outnumbered, Never Outgunned (2004)
- Invaders Must Die (2009)
- The Day Is My Enemy (2015)
- No Tourists (2018)

Albume live:
- World's on Fire (2011)

Compilații:
- Their Law: The Singles 1990–2005 (2005)